# THeMIS
THeMIS (англ. Tracked Hybrid Modular Infantry System, укр. «гусенична гібридна модульна піхотна система») — безпілотний наземний транспортний засіб (UGV) виробництва естонської компанії Milrem Robotics. Засіб призначений для забезпечення підтримки військ, слугуючи транспортною платформою, дистанційною збройною станцією, блоком виявлення та утилізації СВП тощо. Відкрита архітектура автомобіля надає йому можливість виконувати багато завдань.

## Призначення
Основна мета THeMIS Transport — підтримка матеріально-технічного забезпечення бази та забезпечення постачання останньої милі для бойових підрозділів на передовій, евакуація поранених з переднього краю . Він підтримує піхотні підрозділи, зменшуючи їхнє фізичне та когнітивне навантаження, збільшуючи дистанцію протистояння, захист сил і живучість.
THeMIS Combat UGV забезпечують пряму вогневу підтримку маневровим силам, які діють як помножувач сили. Завдяки інтегрованій самостабілізованій дистанційно керованій системі зброї вони забезпечують високу точність на великих ділянках вдень і вночі, збільшуючи дистанцію протистояння, захист сил і живучість.
Бойові UGV можуть бути оснащені легкими або великокаліберними кулеметами, 40-мм гранатометами, 30-мм автогарматами та протитанковими ракетними системами.
UGV THeMIS ISR мають розширені можливості збору розвідуваних даних із застосуванням кількох датчиків. Їхня головна мета — підвищити обізнаність щодо ситуації, забезпечити покращену розвідку, спостереження та розвідку на широких територіях, а також здатність оцінити бойові збитки.
Система може ефективно підвищити роботу піхотних підрозділів, прикордонників та правоохоронних органів зі збору та обробки необробленої інформації та скорочення часу реакції командирів.
THeMIS здатний стріляти звичайними кулеметними або ракетними боєприпасами

## Основні модифікації
Логістичні:
- THeMIS Cargo — перевозить припаси і спорядження під час бою, збільшує мобільність десантних підрозділів. Може використовуватися для підтримки матеріально-технічного забезпечення на базі та для поповнення запасів наприкінці маршу;
- THeMIS Cargo Mortar carrier(«міноносець») — варіант, налаштований для розміщення 81-мм міномета, додаткового обладнання та боєприпасів;
- THeMIS Cargo CASEVAC — роботизована платформа для екстреної евакуації поранених.

Бойові:
- THeMIS Combat Support— бойова підтримка військових і поліцейських підрозділів в умовах високого ризику. Обладнаний ношами, ящиками та кріпленнями для додаткового обладнання тощо. Може оснащуватися легкими системами озброєння з дистанційним керуванням.

Розвідувальні:
- THeMIS Observe має розширені можливості збору розвідувальної інформації. Система може ефективно посилити роботу десантних і піхотних підрозділів, прикордонників, правоохоронних органів.

Розмінувальні:
- THeMISможе служити платформою для виявлення та знешкодження вибухонебезпечних пристроїв. Зокрема, використовується пристрій GroundEye виробництва Raytheon.

## Оператори
- Австралія: Збройні сили Австралії
- Естонія: Збройні сили Естонії
- Фінляндія: Збройні сили Фінляндії
- Франція: Збройні сили Франції
- Німеччина: Бундесвер
- Нідерланди: Збройні сили Нідерландів
- Норвегія: Збройні сили Норвегії
- Об'єднане Королівство: Збройні сили Великої Британії
- США: Збройні сили США[6][7]
- Україна: ЗСУ[8]

29 вересня 2020 року Естонія та Нідерланди офіційно оголосили про спільне придбання 7 UGV THeMIS. Армії обох країн раніше ретельно випробували систему.

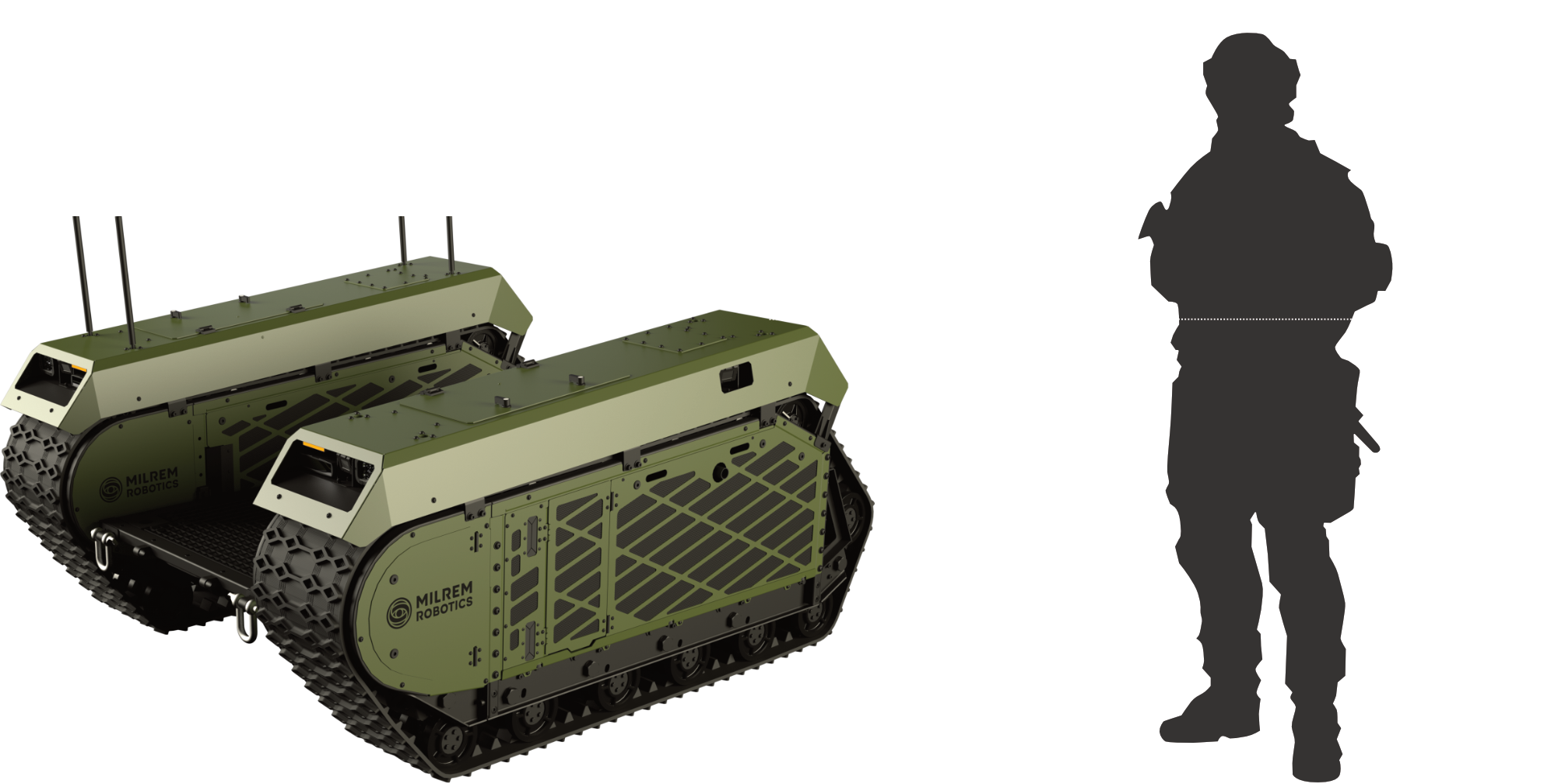
Порівняння розмірів Milrem Robotics UGV Themis